# Juin 1521

## Événements
- 25 juin : Début du Siège de Belgrade par l'armée ottomane commandée par le sultan Soliman le Magnifique.
- 30 juin : Bataille de Noain, défaite de l'armée franco-navarraise commandée par André de Foix, vaincue par l'armée castillane commandée par Frédéric Hernandez de Tolède[réf. nécessaire]

## Naissances
- 4 juin : Thomas Perrenot de Granvelle, diplomate anversois (mort en 1571).
- 18 juin : Marie de Portugal, duchesse de Viseu et infante du Portugal (morte en 1577).

## Décès
- 11 juin : Tamás Bakócz, cardinal hongrois (né en 1442).
- 21 juin : Leonardo Loredan, 75e doge de Venise (né en 1436).
- 25 juin : Cristoforo Caselli, peintre italien (né en 1460 ).
- 29 juin : Francesco Conti, cardinal de l'Église catholique (né vers 1470).